# 고노 (고구려)
고노(高老, ?~?)는 고구려의 장군이다.

## 생애
507년에 문자명왕의 명을 받고 말갈과 함께 백제의 한성을 공격하기 위해서 횡악(橫岳) 아래까지 진군해 주둔했다. 하지만 이후 백제군의 반격을 받고 퇴각하게 되었다.